# Miguel Janssen
Miguel Janssen, född 5 september 1970, är en arubansk friidrottare. Han deltog vid olympiska sommarspelen 1996.